# 후포동부초등학교
후포동부초등학교는 대한민국 경상북도 울진군에 있는 공립 초등학교이다.

## 학교 연혁
- 1959. 08. 27 후포동부초등학교 설립 인가
- 1960. 04. 01 개교(4학급)
- 1966. 02. 07 제1회 졸업식
- 1985. 08. 10 본관 교사 신축
- 1992. 04. 10 학교 급식소 준공
- 1996. 03. 01 후포동부초등학교로 교명 변경
- 2001. 03. 01 도지정 특기·적성교육 시범학교 운영
- 2009. 03. 01 과학교육시범교육청 선도학교 운영
- 2010. 03. 01 도지정 연구학교(학력향상)
- 2012. 03. 01 제21대 김투일 교장 선생님 부임
- 2013. 03. 01 창의인성교육 선도학교 운영
- 2014. 02. 15 제49회 졸업(총 6,258명)

## 참고 자료
- 후포동부초등학교 - 한국교육학술정보원 학교알리미